# 松永毅
松永 毅（まつなが たけし、1979年6月27日 - ）は、日本の俳優。テロワール所属。岐阜県美濃加茂市出身。身長180cm、体重64kg。

## 出演

### 映画
- 青の瞬間（2001年5月19日、草野陽花監督）[1][2][3]
- ほんとうにあった怖い話 怨霊（2004年3月27日、山本清史監督）[4][5][6]
- 呪霊 THE MOVIE 黒呪霊（2004年3月27日、白石晃士監督）[7][8]
- 日野日出志のザ・ホラー怪奇劇場『恐怖列車』（2004年12月4日、坂本一雪監督）
- 北辰斜にさすところ（2007年12月22日、神山征二郎監督）
- ラストゲーム 最後の早慶戦（2008年8月23日、神山征二郎監督）
- 恋谷橋 La vallee de l'amour（2011年11月12日、後藤幸一監督）
- 劇場版　ほんとうにあった怖い話プレミアム 〜呪いの動画〜（2012年、FOS監督）
- リアル人狼ゲーム（2013年10月12日、山田雅史監督）[9][10][11]
- デスフォレスト 恐怖の森2（2015年3月21日、一見正隆監督）[12][13][14]
- デスフォレスト 恐怖の森5（2016年9月3日、福田陽平・田中佑和監督）
- つづきの一歩（2017年、上村奈帆監督）[15]

### テレビドラマ
- 深夜食堂（2016年、Netflix）

### CM
- エバラ　黄金の味

### その他
- Vシネマ
  - 怪奇！アンビリーバブル special2（2005年）
  - 幽霊より怖い話（2005年、坂巻良太監督）
  - 幽霊より怖い話 vol.2（2005年、坂巻良太監督）
  - ほんとうにあった怖い話 第三夜 邪霊（2005年、寺内幸太郎監督）
- 雑誌　月刊『実話ヘッドバット』（2004年4月-） - 「実録！心霊写真追跡レポート」写真・構成担当
- WEB　ニコニコ呪いのビデオチャンネル生放送（2015年） - MC